# Herminia kuwerti
Herminia kuwerti är en fjärilsart som beskrevs av Fuchs 1875. Herminia kuwerti ingår i släktet Herminia och familjen nattflyn. Inga underarter finns listade i Catalogue of Life.